# Fruticetyzacja
Fruticetyzacja – forma degeneracji fitocenoz leśnych przejawiająca się w nienormalnie obfitym rozwoju warstwy krzewów zwykle wskutek rozrzedzenia drzewostanu lub zaniechania jego odnowy po zrębie.
Może też występować w lasach, powstałych na terenach porolnych, wcześniej intensywnie nawożonych. Charakterystyczne są wtedy występujące azotolubne gatunki krzewów, między innymi malina właściwa czy jeżyny.